# 湯平站
湯平站（日语：／ Yunohira eki */?）是日本九州旅客鐵道（JR九州）久大本線的一個車站，位於大分縣由布市。

## 車站布局
本站為平面車站，有兩個侧面月台與两条股道，一號股道分支出一條側線，站房為简单的现代设计木造建築，与邮局共構。车站本身並無人服務，站房僅供候車使用，可以經由人行天桥到達對面的月台，第二月台上有一個小型的候車室

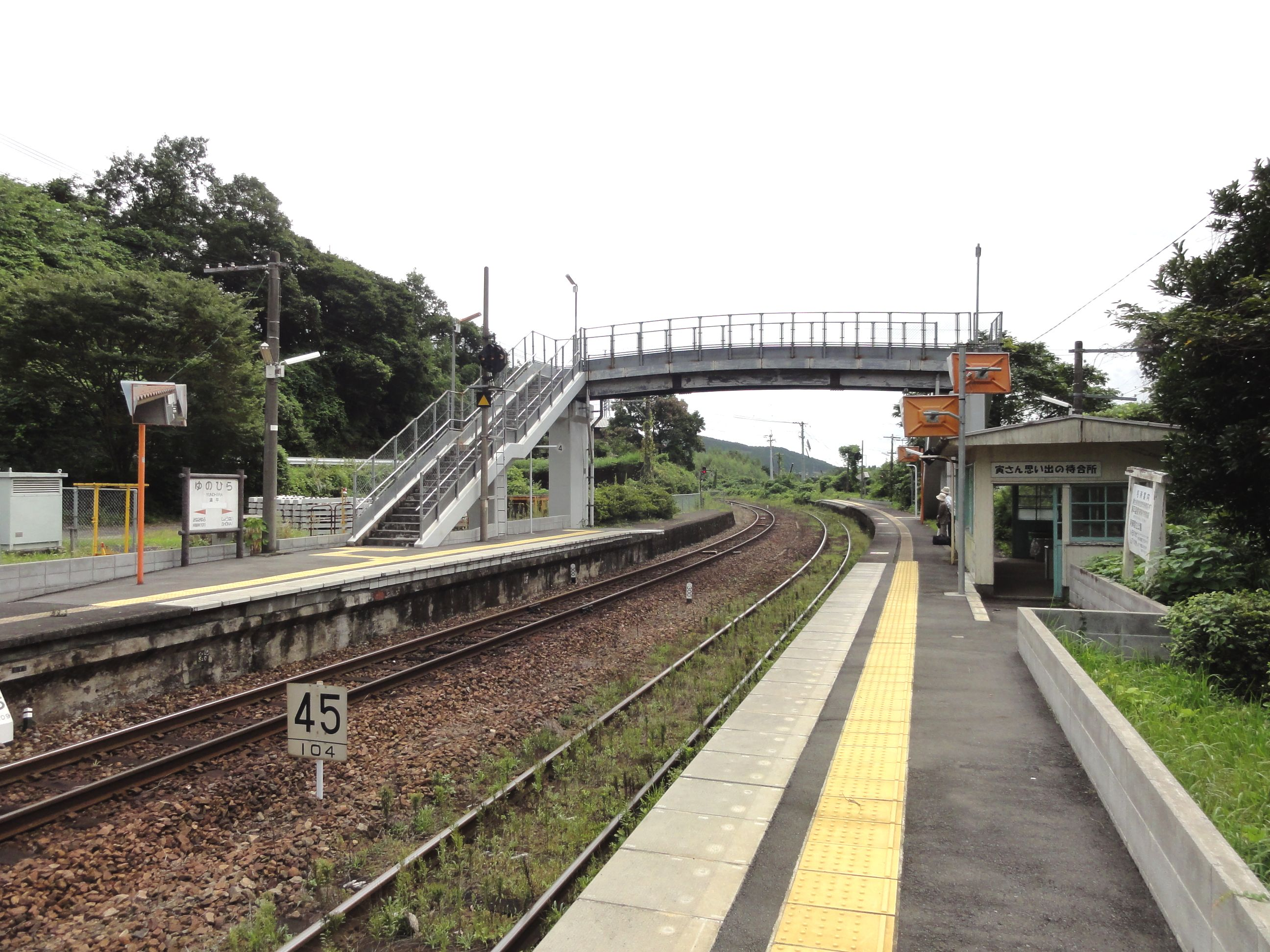
由第二月台看本站，2011年9月
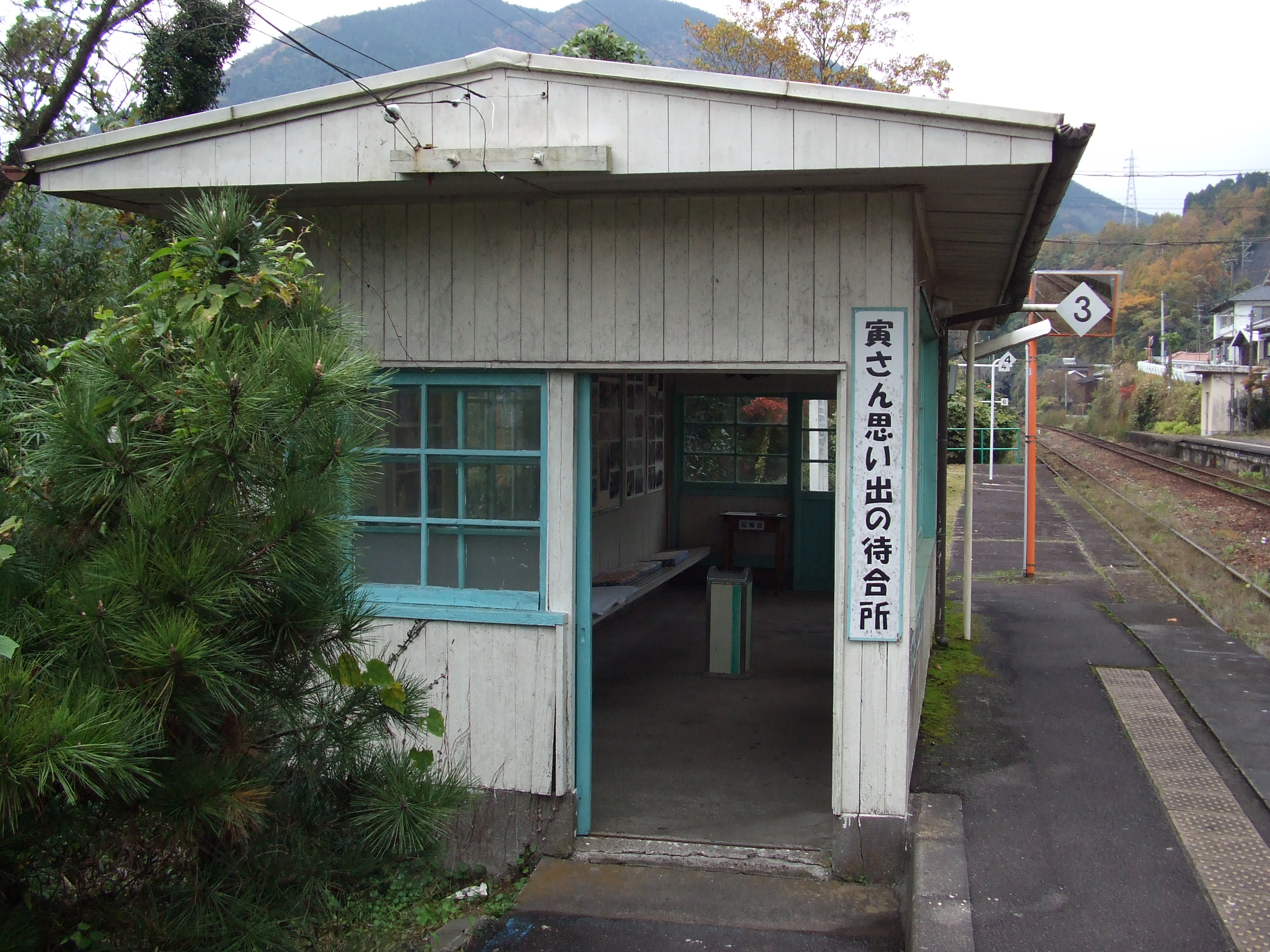
第二月台的候車室（「寅さん思い出の待合所」）。
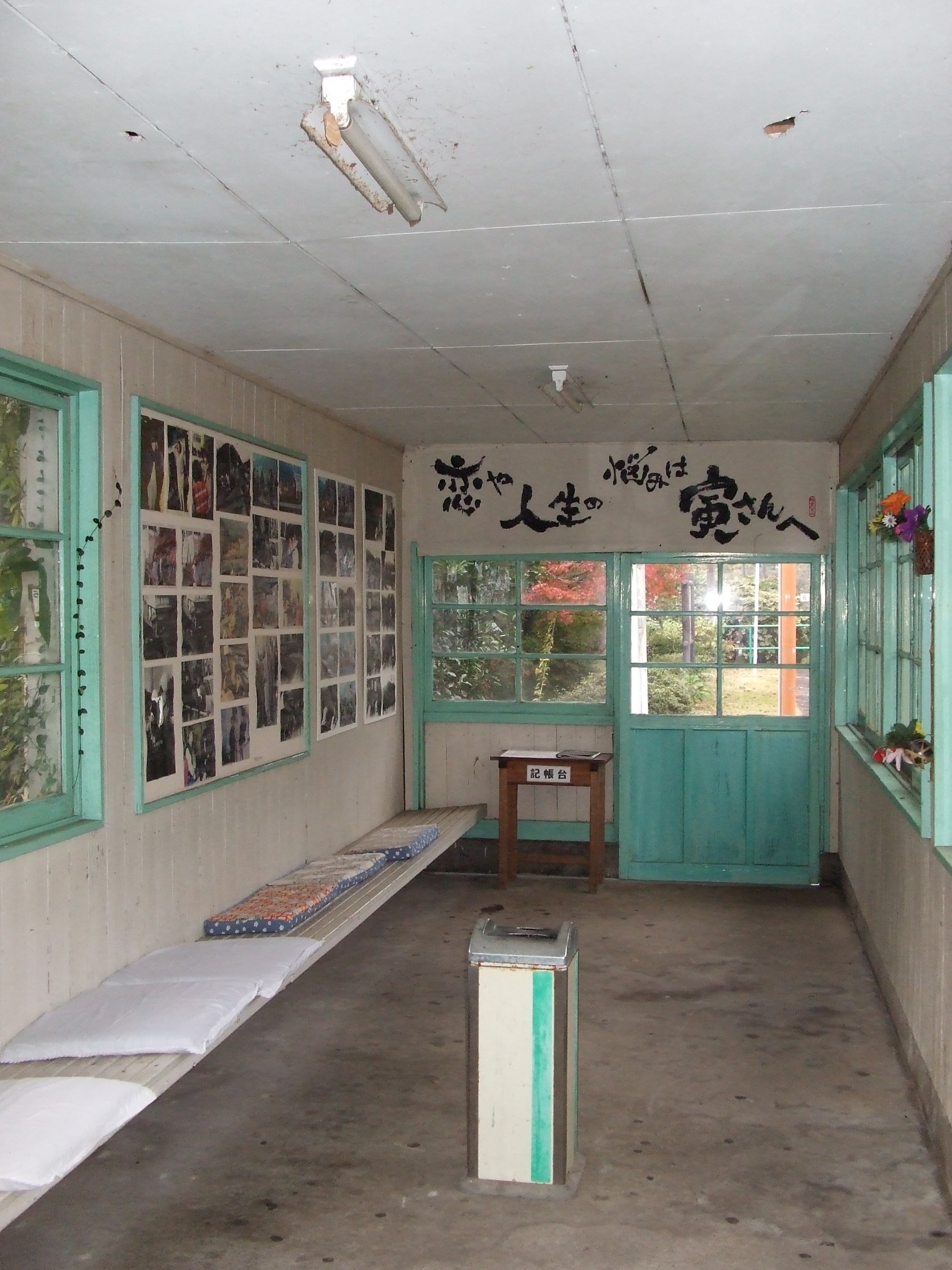
第二月台候車室的內部。

## 历史
私鐵大湯鐵道於1915年開始營運大分與小野屋之間的路線，但在1922年12月1日被收歸國有，鐵道省接著延伸大湯線至湯平，於1923年9月29日將本站做為大湯線的西端終點站而開業。之後路線在1925年7月29日延伸到北由布（今天的由布院站）。1934年11月15日，大湯线与久大本线連通，本站改隸久大本線。1987年4月1日日本國鐵私有化，本站轉歸JR九州。
- 1923年9月29日：大湯線小野屋站至本站之間通車，本站開業[8]。
- 1925年7月29日：久大東線本站至北由布站之間通車[9]。
- 1951年1月：增建候車室與販賣部。
- 1954年2月：增建辦公室。
- 1966年：站前廣場完工。
- 1984年1月20日：改為無人站並改建站房。
- 1987年4月1日：國鐵民營化，由JR九州接管。
- 2012年7月21日 - 8月27日：由於九州北部豪雨，平常不停本站的由布院之森列車，做為臨時特快車停靠本站。

在久大本線僅有急行列車行駛的時代，本站停靠急行「ゆのか」、「ゆふ」。
湯平溫泉街是男人真命苦系列電影第30集「寅次郎落英繽紛」的拍攝地。湯平觀光協會在2006年（平成18年）將本站第二月台的候車室改裝成「寅さん思い出の待合所」，展示照片，設有筆記本，以及「縁結びのベンチ」（結緣長椅）。

## 利用狀況
以下是本站日均乘客人數，2015年度以前的數據是來自各年度版的「大分縣統計年鑑 （页面存档备份，存于）」，當中把一年總乘車人次除以該年度總日數。JR九州於2016年度起不再公佈日均使用量少於100人的車站，本站因日均使用量少於100人而沒有被列出實際人數。
| 年度     | 一年總 乘車人次 | 非定期票 乘車人次 | 定期 乘車人次 | 一日平均 乘車人次 | 一年總 下車人次 | 參考資料                           |
| -------- | --------------- | ----------------- | ------------- | ----------------- | --------------- | ---------------------------------- |
| 1965     | 232,359         | 78,678            | 153,681       | 637               | 234,400         | [ 統計 1 ]                         |
|          |                 |                   |               |                   |                 |                                    |
| 1990     | 50,243          | 22,348            | 27,895        | -                 | 59,624          | [ 統計 2 ]                         |
| 1991     | 44,612          | 17,596            | 27,016        | -                 | 54,233          | [ 統計 3 ]                         |
| 1992     | 34,709          | 10,108            | 24,601        | -                 | 45,000          | [ 統計 4 ]                         |
| 1993     | 41,664          | 16,675            | 24,989        | -                 | 36,228          | [ 統計 5 ]                         |
| 1994     | 48,589          | 19,818            | 28,771        | -                 | 42,445          | [ 統計 6 ]                         |
| 1995     | 44,111          | 17,890            | 26,221        | -                 | 46,682          | [ 統計 7 ]                         |
| 1996     | 39,799          | 16,692            | 23,107        | -                 | 43,183          | [ 統計 8 ]                         |
| 1997     | 35,256          | 14,911            | 20,345        | -                 | 38,415          | [ 統計 9 ]                         |
| 1998     | 33,738          | 14,064            | 19,674        | -                 | 36,679          | [ 統計 10 ]                        |
| 1999     | 34,367          | 14,277            | 20,090        | -                 | 37,255          | [ 統計 11 ]                        |
| 2000     | 29,577          | 11,497            | 18,080        | 81                | 33,732          | [ 統計 12 ]                        |
| 2001     | 26,897          | 10,527            | 16,370        | 74                | 30,349          | [ 統計 13 ]                        |
| 2002     | 26,772          | 10,504            | 16,268        | 73                | 30,035          | [ 統計 14 ]                        |
| 2003     | 23,526          | 8,830             | 14,696        | 65                | 27,603          | [ 統計 15 ]                        |
| 2004     | 17,362          | 3,580             | 13,782        | 48                | 25,286          | [ 統計 16 ]                        |
| 2005     | 16,778          | 2,728             | 14,050        | 42                | 22,072          | [ 統計 17 ]                        |
| 2006     | 16,778          | 2,728             | 14,050        | 46                | 22,072          | [ 統計 18 ]                        |
| 2007     | 15,942          | 2,832             | 13,110        | 44                | 20,909          | [ 統計 19 ]                        |
| 2008     | 13,485          | 2,274             | 11,211        | 37                | 18,996          | [ 統計 20 ]                        |
| 2009     | 13,174          | 1,915             | 11,259        | 36                | 17,788          | [ 統計 21 ] [ 附注 1 ]             |
| 2010     | 11,741          | 2,436             | 9,305         | 32                | 15,879          | [ 統計 22 ] [ 附注 1 ]             |
| 2011     | 12,088          | 1,935             | 10,153        | 33                | 16,784          | [ 統計 23 ] [ 附注 1 ]             |
| 2012     | 12,394          | 1,690             | 10,704        | 34                | 16,779          | [ 統計 24 ] [ 附注 1 ]             |
| 2013     | 13,294          | 1,811             | 11,483        | 36                | 17,703          | [ 統計 25 ] [ 附注 1 ]             |
| 2014     | 11,170          | 1,938             | 9,232         | 31                | 16,673          | [ 統計 26 ] [ 統計 27 ] [ 附注 1 ] |
| 2015     | 10,749          | 2,210             | 8,539         | 29                | 16,665          | [ 統計 28 ] [ 統計 29 ] [ 附注 1 ] |
| 2016以後 |                 |                   |               | <100              |                 | [ 統計 30 ] [ 統計 31 ]            |

## 相鄰車站
九州旅客鐵道
■ 久大本線
■ 特急「由布」
由布院 - 湯平 - 向之原
■ 普通
南由布－湯平－庄内

### 附注
1. 1 2 3 4 5 6 7  在大分縣統計協會解散後，於網上公開資料[10]。

### 統計數據
1. ↑  大分縣總務部統計課 《昭和41年版 大分縣統計年鑑》 大分縣統計協會，1966年3月。
2. ↑  大分縣總務部統計課 《平成3年版 大分縣統計年鑑》 大分縣統計協會，1991年12月31日。
3. ↑  大分縣總務部統計課 《平成4年版 大分縣統計年鑑》 大分縣統計協會，1992年12月31日。
4. ↑  大分縣總務部統計課 《平成5年版 大分縣統計年鑑》 大分縣統計協會，1994年3月31日。
5. ↑  大分縣總務部統計課 《平成6年版 大分縣統計年鑑》 大分縣統計協會，1995年3月31日。
6. ↑  大分縣總務部統計課 《平成7年版 大分縣統計年鑑》 大分縣統計協會，1996年3月31日。
7. ↑  大分縣總務部統計課 《平成8年版 大分縣統計年鑑》 大分縣統計協會，1997年3月31日。
8. ↑  大分縣總務部統計課 《平成9年版 大分縣統計年鑑》 大分縣統計協會，1998年3月31日。
9. ↑  大分縣總務部統計課 《平成10年版 大分縣統計年鑑》 大分縣統計協會，1999年3月31日。
10. ↑  大分縣總務部統計課 《平成11年版 大分縣統計年鑑》 大分縣統計協會，2000年3月31日。
11. ↑  大分縣總務部統計課 《平成12年版 大分縣統計年鑑》 大分縣統計協會，2001年3月31日。
12. ↑  大分縣總務部統計課 《平成13年版 大分縣統計年鑑》 大分縣統計協會，2002年3月31日。 - 11運輸および通信 - 132 鉄道各駅別運輸状況（JR九州・JR貨物） (Web版XLS （页面存档备份，存于）)
13. ↑  大分縣總務部統計課 《平成14年版 大分縣統計年鑑》 大分縣統計協會，2003年3月31日。 - 11運輸および通信 - 132 鉄道各駅別運輸状況（JR九州・JR貨物） (Web版XLS （页面存档备份，存于）)
14. ↑  大分縣總務部統計課 《平成15年版 大分縣統計年鑑》 大分縣統計協會，2004年3月31日。 - 11運輸および通信 - 132 鉄道各駅別運輸状況（JR九州・JR貨物） (Web版XLS （页面存档备份，存于）)
15. ↑  大分縣總務部統計課 《平成16年版 大分縣統計年鑑》 大分縣統計協會，2005年3月31日。 - 11運輸および通信 - 132 鉄道各駅別運輸状況（JR九州・JR貨物） (Web版XLS （页面存档备份，存于）)
16. ↑  大分縣總務部統計課 《平成17年版 大分縣統計年鑑》 大分縣統計協會，2006年3月31日。 - 11運輸および通信 - 132 鉄道各駅別運輸状況（JR九州・JR貨物） (Web版XLS （页面存档备份，存于）)
17. ↑  大分縣總務部統計課 《平成18年版 大分縣統計年鑑》 大分縣統計協會，2007年3月31日。 - 11運輸および通信 - 132 鉄道各駅別運輸状況（JR九州・JR貨物） (Web版XLS （页面存档备份，存于）)
18. ↑  大分縣總務部統計課 《平成19年版 大分縣統計年鑑》 大分縣統計協會，2007年3月31日。 - 11運輸および通信 - 130 鉄道各駅別運輸状況（JR九州・JR貨物） (Web版XLS （页面存档备份，存于）)
19. ↑  大分縣總務部統計課 《平成20年版 大分縣統計年鑑》 大分縣統計協會，2009年3月31日。 - 11運輸および通信 - 129 鉄道各駅別運輸状況（JR九州・JR貨物） (Web版XLS （页面存档备份，存于）)
20. ↑  大分縣總務部統計課 《平成21年版 大分縣統計年鑑》 大分縣統計協會，2010年3月31日。 - 11運輸および通信 - 129 鉄道各駅別運輸状況（JR九州・JR貨物） (Web版XLS （页面存档备份，存于）)
21. ↑  . 大分縣總務部統計課.   [2015-06-26]. （原始内容存档于2015-06-26）.
22. ↑  . 大分縣總務部統計課.   [2015-06-26]. （原始内容存档于2015-06-26）.
23. ↑  . 大分縣總務部統計課.   [2015-06-26]. （原始内容存档于2015-06-26）.
24. ↑  . 大分縣總務部統計課.   [2015-06-26]. （原始内容存档于2015-06-26）.
25. ↑  . 大分縣總務部統計課.   [2015-06-26]. （原始内容存档于2015-06-27）.
26. ↑  . 大分縣總務部統計課.   [2017-03-04]. （原始内容存档于2016-09-27）.
27. ↑  . 大分市總務部總務課. 2016-03-29  [2017-04-08]. （原始内容存档于2017-04-08）.
28. ↑  . 大分縣總務部統計課. 2017-03-30  [2017-05-22]. （原始内容存档于2017-08-03）.
29. ↑  . 大分市總務部總務課. 2017-03-29  [2017-04-08]. （原始内容存档于2017-04-09）.
30. ↑  駅別乗車人員上位300駅（2016年度） （页面存档备份，存于） ，JR九州。
31. ↑  駅別乗車人員上位300駅（2023年度） （页面存档备份，存于），JR九州。